# ブルボネ・ポインター

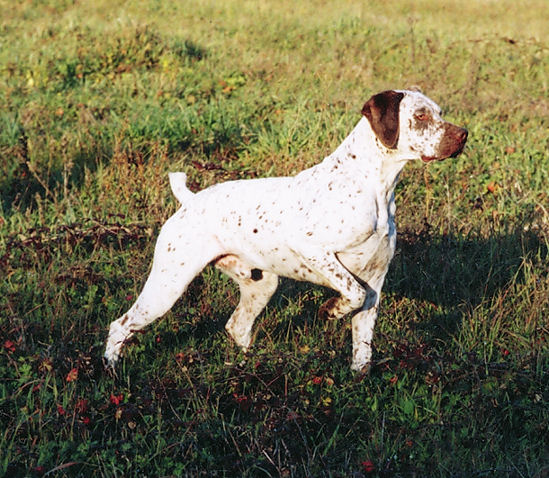
ブラク・デュ・ブルボネ

ブルボネ・ポインター（英：Bourbonnais Pointer）とは、フランス原産のポインター犬種である。別名はブラク・デュ・ブルボネ（英：Braque du Bourbonnais）。

## 歴史

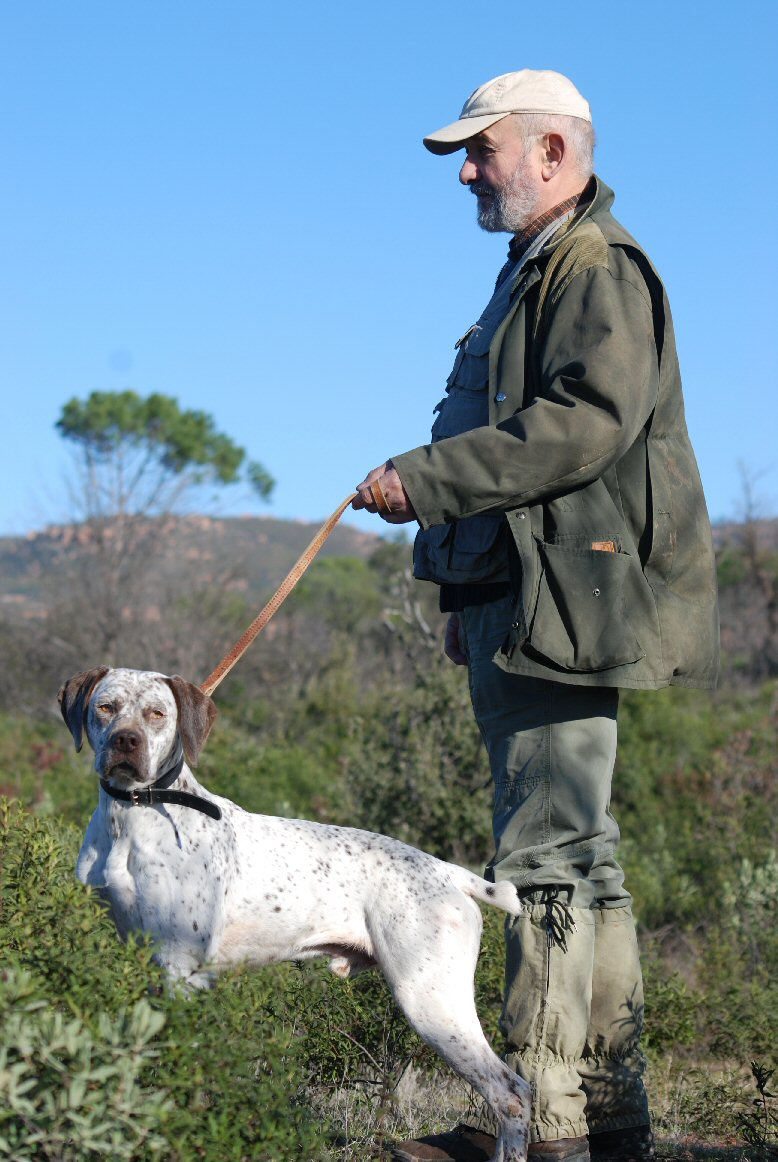
Michel Comte with his Braque du Bourbonnais

生い立ちははっきり分かっていないが、1598年に本種のことを記した資料が残されているのでそれよりもずっと前から存在していたことが分かっている。原産地であるブルボネ地方ではもっぱら実猟犬のポインターとして使われ、長いあいた大切にされていた。
しかし、19世紀になると狩猟の必要性が低下し、頭数はかなり減ってしまった。20世紀になると希少な犬種が注目され、本種もブリーディングが盛んに行われるようになったが、未熟なブリーダーによる乱繁殖により犬質がかなり落ちてしまった。その後真剣な愛好家の手によって犬質の回復が行われ、性格や実猟性などの能力が大幅に向上し、容姿も古くからの姿を完全に取り戻した。近年はほとんどが実猟犬もしくはショードッグとして飼育されていて、ペットとして飼育されているものは珍しい。現在でも頭数はあまり多くなく、絶滅する可能性の高いFCI登録犬種としもリストされている。ただし、愛好家が少ないというわけではないので、すぐそこに絶滅の危機が迫っているということではない。

## 特徴
背中は少しコブのように盛り上がっている。尾は生まれつき無いか、基部しかないことが多く、非常に短いのが普通である。ごくまれに長めの垂れ尾を持つ犬もいる。目は小さいが丸く、三角形の耳は垂れている。引き締まったスリムなボディで、脚は長い。コートは耐水性のあるスムースコートで、毛色はホワイトの地にブラウンなどの細かい斑があるものである。体高は雄51～57cm、雌47～56cmで体重は雌雄共に16～25kgの中型犬である。性格は冷静で大人しく、用心深い。もともとさかまつげになりやすい犬種で、ごくまれに乱繁殖されていたころの影響により股関節形成不全、心臓病にかかる犬もいる。運動量はやや多いが、室内でも飼育でき、室外の犬舎よりも室内で家族と一緒に過ごすことを好む犬種である。

## 毛色

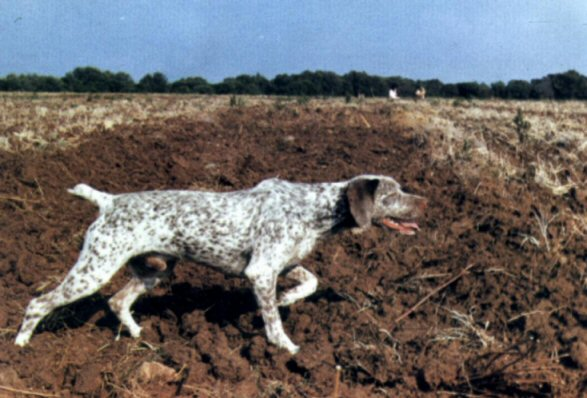
liver(♂)
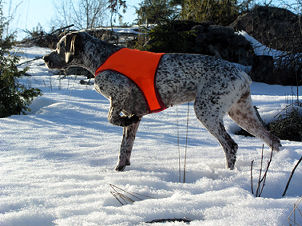
liver(♀)
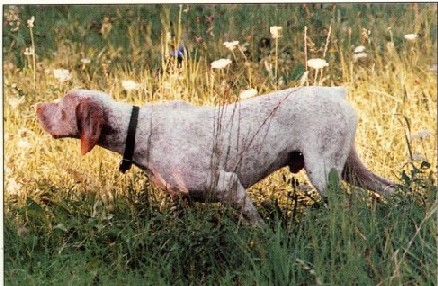
fawn(♂)
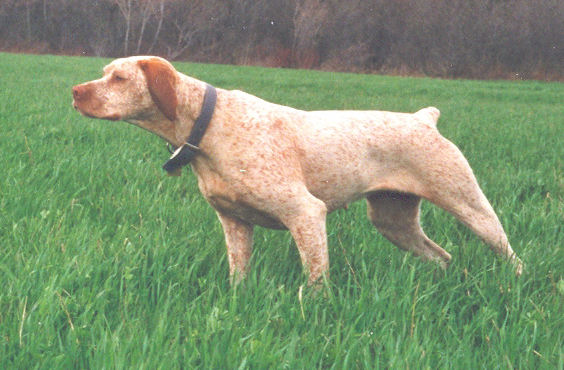
fawn (♀)

## 参考
- 『日本と世界の愛犬図鑑2007』（辰巳出版）佐草一優監修
- 『デズモンド・モリスの犬種事典』デズモンド・モリス著書、福山英也、大木卓訳 誠文堂新光社、2007年
- 『日本と世界の愛犬図鑑2009』（辰巳出版）藤原尚太郎編･著